# Anabasis (Musik)
Die Anabasis (griech. άναβαίνω: Hinaufsteigen, von άνά: hinauf und βάσις: Gang) oder auch Ascensus (lat.: hinauf-, heraufsteigen) ist eine rein musikalische Figur und beschreibt eine Aufwärtsbewegung in einer musikalischen Linie.
Im Gegensatz zu vielen anderen musikalischen Figuren ist sie keine rhetorisch-musikalische Figur, d. h. eine Figur, die im rhetorischen und literarischen Bereich ihren Ursprung hat, sondern eine rein musikalische. Dies hat zur Folge, dass sie kein Mittel zur „Tonmalerei“ ist, so wie die rhetorischen Figuren ein Mittel sind Worte zu „malen“, sondern ein Mittel, um in einem Text oder Textstück vorgegebene Gedanken in die Musik zu übertragen, also ein gestaltendes Mittel der Komposition.
Die Anabasis verdeutlicht Worte oder Sätze, die von sich aus schon einen aufwärtsstrebenden Charakter haben, wie Freude, Jubel oder die Auferstehung. Sie verdeutlicht direkte Handlungen mit aufsteigenden Charakter und Worte der Bewunderung, die durch die Anabasis ausgedrückt werden soll, wie z. B. „König“ oder „Christus“.
Das Gegenstück zur Anabasis ist die Katabasis, die das absteigende Bild beschreibt.
Kircher: „Anabasis oder Ascensio ist eine musikalische Periode, durch die wir etwas Herausragendes, etwas im Aufsteigen Begriffenes oder etwas Erhabenes ausdrücken, wie zum Beispiel: Ascendens Christus in altum“ (Das Aufsteigen Christi in den Himmel)